# Кейнен (Нью-Йорк)
Кейнен (англ. Canaan) — місто (англ. town) в США, в окрузі Колумбія штату Нью-Йорк. Населення — 1570 осіб (2020).

## Демографія
Згідно з переписом 2010 року, у місті мешкало 1710 осіб у 673 домогосподарствах у складі 451 родини. Було 1120 помешкань
Расовий склад населення:
| - 92,6 % — білих - 4,3 % — чорних або афроамериканців - 0,8 % — азіатів - 0,1 % — корінних американців |

До двох чи більше рас належало 1,3 %. Частка іспаномовних становила 2,2 % від усіх жителів.
За віковим діапазоном населення розподілялося таким чином: 24,4 % — особи молодші 18 років, 57,4 % — особи у віці 18—64 років, 18,2 % — особи у віці 65 років та старші. Медіана віку мешканця становила 45,6 року. На 100 осіб жіночої статі у місті припадало 110,9 чоловіків;  на 100 жінок у віці від 18 років та старших — 95,3 чоловіків також старших 18 років.
Середній дохід на одне домашнє господарство  становив 102 541 долар США (медіана — 76 667), а середній дохід на одну сім'ю — 114 744 долари (медіана — 83 750). Медіана доходів становила 51 339 доларів для чоловіків та 52 083 долари для жінок. За межею бідності перебувало 10,8 % осіб, у тому числі 13,5 % дітей у віці до 18 років та 5,3 % осіб у віці 65 років та старших.
Цивільне працевлаштоване населення становило 837 осіб. Основні галузі зайнятості: освіта, охорона здоров'я та соціальна допомога — 30,9 %, науковці, спеціалісти, менеджери — 15,1 %, будівництво — 13,4 %.